# Sante Gaiardoni
Sante Gaiardoni (Villafranca di Verona, 29 de junho de 1939 – Motta Visconti, 30 de novembro de 2023) foi um ciclista italiano que participava em competições de ciclismo de estrada e pista.
Como um ciclista amador, ele participou nos Jogos Olímpicos de 1960 em Roma, onde ganhou duas medalhas de ouro, na prova de contrarrelógio, à frente de Dieter Gieseler e Rotislav Vargashkin; e na velocidade, à frente de Leo Sterckx e Valentino Gasparella.
Profissionalizando-se em 1960, ele competiu até o ano de 1971.

## Morte
Gaiardoni morreu no dia 30 de novembro de 2023 aos 84 anos.